# My Best Men
Pour plus de détails, voir Fiche technique et Distribution.
My Best Men (A Few Best Men) est un film australo-britannique réalisé par Stephan Elliott, sorti en 2011. Le film est sorti en France en 2012.

## Synopsis
Peu après s'être rencontrés en Polynésie, David et Mia Ramme, follement épris l'un de l'autre, décident de se marier. Le jeune homme annonce l'événement à ses meilleurs amis, Tom, Graham et Luke. Ces derniers, aussi étonnés qu'inquiets, acceptent néanmoins d'être les garçons d'honneur de David. Ensemble, ils quittent l'Angleterre pour l'Australie, où habite la famille de la future mariée. La bande de copains gaffeurs et d'origine modeste va mettre involontairement un peu d'animation dans la propriété de la très honorable famille Ramme, fermement dirigée par le père de Mia, un des hommes politiques les plus influents du sous-continent...

## Fiche technique
- Titre original : A Few Best Friends
- Titre international : My Best Men
- Réalisation : Stephan Elliott
- Scénario : Dean Craig
- Montage : Sue Blainey
- Musique : Guy Gross
- Production : Antonia Barnard, Gary Hamilton, Laurence Malkin et Share Stallings
- Société de production : Quickfire Films
- Sociétés de distribution : Buena Vista Distribution Company et Icon Productions
- Genre : Comédie
- Budget : 14 millions A$
- Pays d’origine :  Australie,  Royaume-Uni
- Langue originale : anglais

## Distribution
- Laura Brent : Mia Ramme
- Xavier Samuel (VFB : Maxime Donnay) : David Locking
- Kris Marshall : Tom
- Kevin Bishop : Graham
- Tim Draxl : Luke

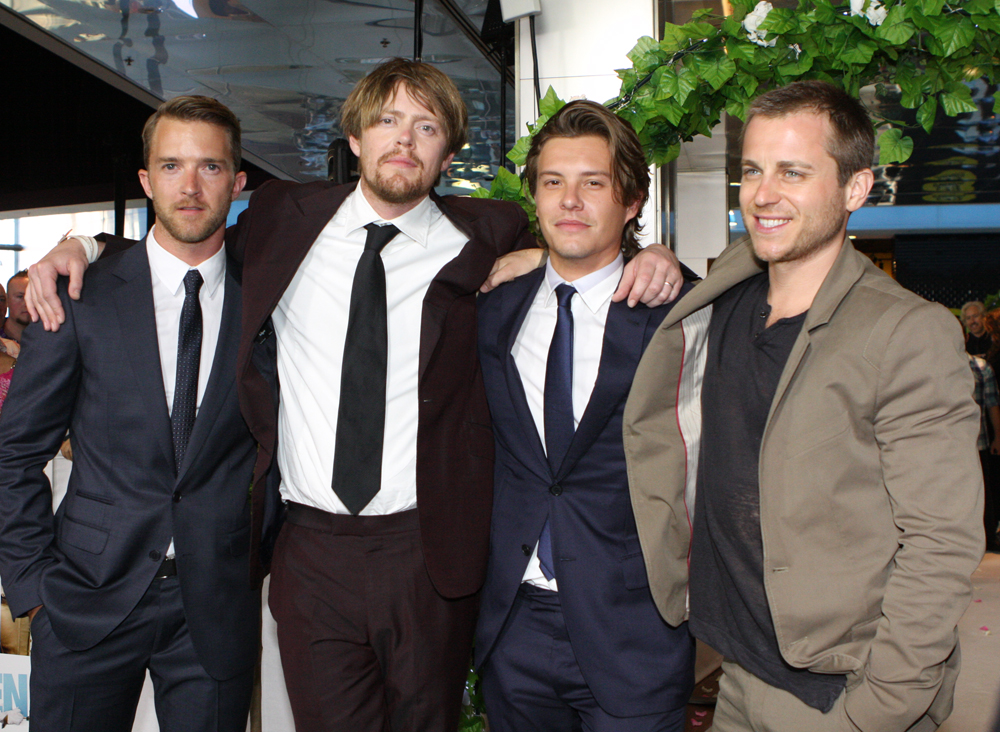
Le quatuor principal du film : Tim Draxl, Kris Marshall, Xavier Samuel et Kevin Bishop.

- Olivia Newton-John : Barbara Ramme
- Jonathan Biggins : Jim Ramme
- Rebel Wilson : Daphne Ramme
- David Sullivan : l'agent de sécurité VIP de l'aéroport
- Elizabeth Debicki : Maureen
- Oliver Torr : Kal
- Steve Le Marquand : Ray
- Angela Bishop : le reporter de Channel Ten
- Alan Cinis : Eddie Marshall
- Solveig Walking : Coconut Mist Girl